# Анчаров, Михаил Леонидович
Михаи́л Леони́дович Анча́ров (при рождении Михаил Израилевич Файншмид; 28 марта 1923 — 11 июля 1990) — русский советский прозаик, поэт, бард, драматург, сценарист и художник. Является одним из основателей жанра авторской песни. 

## Биография
Родился 28 марта 1923 года в еврейской семье. Отец — участник Первой мировой войны, выпускник 1-го харьковского техникума, инженер-конструктор Московского электролампового завода Израиль Менделевич (Леонид Михайлович) Файншмид (Файншмидт; 21 мая 1895 — 9 декабря 1968), уроженец Харькова, мать — преподаватель немецкого языка Евгения Исааковна (Геня Ицковна) Файншмид (урождённая Цимберова, 31 декабря 1895 — 19 июня 1959), родом из Нежина. Родители заключили брак в Харькове 16 марта 1919 года. Дед по материнской линии, стародубский мещанин, штабс-капитан Ицко (Исаак) Беньяминович Цимберов, был военным капельмейстером Царицынского военного округа, в 1905 году уехал с двумя сыновьями в Америку, где через год скончался, а его оставшаяся в России жена Эстер-Лея Аврoмовна с детьми в 1906 году переехала в Харьков. Дед и бабушка со стороны отца — мещанин местечка Карпиловка Рогачёвского уезда Могилёвской губернии, запасный фельдшер Мендель Евелевич Файншмид(т) и Перель (Перля) Янкелевна Файншмид(т).
Посещал музыкальную школу и детскую изостудию при ВЦСПС. В 1940 году поступил в Архитектурный институт. В июле 1941 года ушёл из института и вместе с Юрием Ракино, соучеником по изостудии, подал заявление в райвоенкомат с просьбой зачислить добровольцем на фронт. По направлению райвоенкомата сдал экзамены и поступил в Военный институт иностранных языков Красной Армии, где изучал китайский язык. Окончил его в 1944 году.
В качестве военного переводчика с китайского языка в 1945 году был направлен на Дальневосточный фронт, проходил службу в Главном управлении контрразведки «Смерш», участвовал в боевых действиях Советской Армии в Маньчжурии. Принимал участие в захвате и аресте правительства Маньчжоу-Го во главе с императором Пу И, награждён орденом Красной Звезды за эту операцию. В декабре 1946 года откомандирован в Москву. Демобилизовавшись в 1947 году, жил на случайные заработки.
В 1948 году подал документы для поступления на живописное отделение ВГИКа. После знакомства с Т. И. Сельвинской, студенткой МГХИ, изменил планы: забрал документы из ВГИКа и 23 августа подал их в Московский государственный художественный институт имени Сурикова на факультет живописи, куда поступил по конкурсу. Окончил учёбу в 1954 году по специальности «Станковая живопись». Член ВКП(б) с 1950 года.
В 1955—1958 годах учился на курсах киносценаристов. В 1956—1959 годах работал референтом-сценаристом в сценарной мастерской при Сценарной студии Управления по производству фильмов Министерства культуры СССР.
В 1959—1961 годах снова жил на случайные заработки. С 1962 года писал сценарии (в том числе к первому советскому телесериалу «День за днём»). 27 декабря 1966 года стал членом Союза писателей СССР.
Михаил Анчаров скончался 11 июля 1990 года. Похоронен на Новом Донском кладбище в Москве (колумбарий № 17, секция № 10, 2-й ряд).

## Семья
- Первая жена (1941—1949) — Наталья Сурикова, с которой встречался со школы.
  - Дочь Елена Гроднева (род. 1947). Внук Артём (род. 1972).
- В 1949—1952 годах жил фактическим браком с Татьяной Сельвинской, дочерью поэта Ильи Сельвинского.
- Вторая жена (1953—1963) — Джоя Афиногенова, дочь драматурга А. Н. Афиногенова.
- Третья жена (1969—1975) — Нина Георгиевна Попова.
- Четвёртая жена (с 1975) — Ирина Биктеева. Сын Артём (род. 1981).

## Творчество
Ещё в 1937 году Анчаров начал сочинять песни на стихи Александра Грина, Бориса Корнилова, Веры Инбер. Во время войны стал писать песни на собственные стихи, исполняя их под собственный аккомпанемент на семиструнной гитаре. Считается основателем жанра авторской песни («первым бардом»); Владимир Высоцкий называл Анчарова своим учителем.
После войны наряду с сочинением песен и стихов пишет прозу (первые рассказы опубликованы в 1964 году).
Наиболее известные прозаические произведения — повести «Как птица Гаруда», «Самшитовый лес», «Сода-солнце» и «Записки странствующего энтузиаста» — повлияли на мировоззрение не одного поколения. Его герои изобретают вечный двигатель, доказывают теорему Ферма и совершают множество самых невероятных открытий.
Автор нескольких десятков авторских песен, в том числе таких популярных, как:
- «МАЗ»,
- «Большая апрельская баллада»,
- «Баллада о парашютах»,
- «Песня про органиста, который в концерте Аллы Соленковой заполнял паузы, пока певица отдыхала» («Маленький органист»),
- «Песенка про психа из больницы имени Ганнушкина, который не отдавал санитарам свою пограничную фуражку»,
- «Антимещанская песня»,
- «Песня про низкорослого человека, который остановил ночью девушку возле метро „Электрозаводская“»,
- «Сорок первый».

## Награды
- орден Отечественной войны II степени (6.11.1985[21])
- орден Красной Звезды
- медали

## Книги
- «Теория невероятности», 1966, 1967. Роман, повесть. М., МГ
- «Теория невероятности», 1967. Пьеса в 2 частях. М., ВУОАПП
- «Сода-солнце», 1968. Фант. трилогия. М., МГ
- «Этот синий апрель», 1969. Повесть. М., Сов. Россия
- «Драматическая песня», 1971. Пьеса. М. (совм. с Б. Равенских)
- «Этот синий апрель. Теория невероятности. Золотой дождь. Сода-солнце», 1973. Повести. М., Сов. Россия
- «Самшитовый лес», 1979. Роман. М., Сов. писатель
- «Дорога через хаос», 1983. Роман, повести. М., МГ
- «Приглашение на праздник», 1986. Романы и повести. М., Худ. литература
- «Записки странствующего энтузиаста», 1988. Роман. М., МГ
- «Как птица Гаруда», 1989. Роман. М., Сов. писатель
- «Звук шагов», 1992. Сборник. М., МП Останкино
- «Самшитовый лес», 1994. Сборник. М., АСТ-ПРЕСС
- «Ни о чём судьбу не молю», 1999. Сборник. М., Вагант-Москва
- «Сочинения», 2001. Сборник. М., Локид-Пресс
- «Избранные произведения» (комплект из 2 книг + CD), 2007 (в том числе неизданные ранее романы «Интриганка» и «Сотворение мира»)

## Сценарии фильмов
- 1962 — Мой младший брат
- 1963 — Аппассионата
- 1966 — Иду искать
- 1971 — 1972 — День за днём (телесериал)
- 1972 — Москва. Чистые пруды (телефильм)
- 1972 — Теория невероятности (фильм-спектакль)
- 1976 — В одном микрорайоне (телесериал)

## Избранные цитаты
«Кап-кап»

…Тихо капает вода: кап-кап.

Намокают провода: кап-кап.

За окном моим беда, завывают провода.

За окном моим беда, кап-кап…

«Большая апрельская баллада»

…Мы ломали бетон

И кричали стихи,

И скрывали

Боль от ушибов.

Мы прощали со стоном

Чужие грехи,

А себе не прощали

Ошибок…

«Песенка про психа из больницы имени Ганнушкина…»

Балалаечку свою

Я со шкапа достаю,

На Канатчиковой даче

Тихо песенку пою…

Повесть «Голубая жилка Афродиты»

Мы пытались произнести слово «Афина» так, как его произносят греки… Имя богини было первое греческое слово, которое я хотел научиться произносить по-гречески.

Сценарий фильма «В одном микрорайоне», 3 серия

Самые прекрасные девушки, которых я знал на свете, были девушки сороковых годов. Военные девушки. Хотя все они были одеты в одинаковую военную форму. Но каждая из них была неповторимая. Общая одежда… ну, она просто означала принадлежность их к общему делу. Вот когда они надевали разные гражданские платья, то что-то в них пропадало, для меня, по крайней мере. Индивидуальность, что ли. А в одинаковой военной форме они все были разные. Ну, так вот мне запомнилось.

Роман «Записки странствующего энтузиаста»
И сосед вовсе не боялся, что мир рассыплется. На его век хватит. Но он боялся, что если я не буду хотя бы делать вид, что я такой же, как он, то станет видно, что и он не такой, как я. А это чревато выбором не в его пользу.

## Список песен
- «Антимещанская песня»
- «Аэлита»
- «Баллада о мечтах»
- «Баллада о парашютах»
- «Баллада о танке Т-34, который стоит в чужом городе на высоком красивом постаменте»
- «Баллада об относительности возраста»
- «Белый туман»
- «Большая апрельская баллада»
- «Воскресная застольная»
- «Глоток воды»
- «Годы мчатся» (музыка Марка Минкова, исполнил Леонид Броневой) (1976)
- «День за днём» («Стою на полустаночке»…), музыка И. Катаева, стала известна в исполнении Валентины Толкуновой и Нины Сазоновой
- «Плыл кораблик»
- «Кап-кап»
- «Король велосипеда»
- «Куранты»
- «Любовницы»
- «МАЗ»
- «Мещанский вальс»
- «Многоэтажная окраина» (музыка Марка Минкова, исполнил Николай Караченцов) (1976)
- «Не шуми, океан, не пугай…» (по стихам А. Грина)
- «Одуванчики»
- «Она была во всём права…»
- «Песенка про психа из больницы имени Ганнушкина, который не отдавал санитарам свою пограничную фуражку»
- «Песня о Красоте»
- «Песня о России»
- «Песня об истине»
- «Песня об органисте, который в концерте Аллы Соленковой заполнял паузы, пока певица отдыхала»
- «Песня про деда-игрушечника с Благуши»
- «Песня про низкорослого человека, который остановил ночью девушку возле метро „Электрозаводская“»
- «Песня про радость»
- «Песня про циркача, который едет по кругу на белой лошади, и вообще он недавно женился»
- «Про поэзию»
- «Прощальная дальневосточная» (по стихам В. Инбер)
- «Прощание с Москвой»
- «Песенка о моём друге-художнике»
- «Пыхом клубит пар…»
- «Русалочка»
- «Рыжим морем на зелёных скамьях»… (стихи М. Анчарова и В. Туркина)
- «Рынок»
- «Салют, ребята!»
- «Село Миксуницу»
- «Сорок первый»
- «Стою на полустаночке»
- «Цыган-Маша»
- «Цыганский романс» (стихи Веры Инбер)
- «Час потехи»

## Фильмография
- 1978 — «Предвещает победу» — текст песен

## Память
В альбоме «Звездопад» Егора Летова, 2-я композиция — песня Анчарова «Песня о циркаче» (из телеповести «День за днём»).